# Bank OZK
Die Bank OZK (bis Juli 2018: Bank of the Ozarks) ist ein US-amerikanisches Kreditinstitut mit Hauptsitz in Little Rock. Die Bank wurde 1903 in Jasper im US-Bundesstaat Arkansas gegründet. Erst 1937 wurde die erste Zweigstelle in der Stadt Ozark eröffnet. 1979 wurde die Bank durch den Anwalt George Gleason übernommen. Im Jahr 2018 wurde der Name des Kreditinstituts offiziell von Bank of the Ozarks in Bank OZK geändert. Bank OZK ist die größte Bank in Arkansas. Sie betreibt zudem Filialen in den Bundesstaaten Georgia, Florida, Texas, Alabama, North Carolina, South Carolina, Kalifornien, New York und Mississippi.